# Копертон (Јута)
Копертон (енгл. Copperton) насељено је место без административног статуса у америчкој савезној држави Јута.

## Демографија
По попису из 2010. године број становника је 826.
| Група             | 2000.    | 2010.       |
| Белци             | 0 (0,0%) | 688 (83,3%) |
| Афроамериканци    | 0 (0,0%) | 2 (0,2%)    |
| Азијати           | 0 (0,0%) | 3 (0,4%)    |
| Хиспаноамериканци | 0 (0,0%) | 95 (11,5%)  |
| Укупно            | 0        | 826         |